# Franc-maçonnerie et religions
Franc-maçonnerie et religions  entretiennent depuis l’apparition des premières loges en Écosse, puis de la première obédience maçonnique en Angleterre des relations diverses et parfois conflictuelles. Cependant dans les premiers temps de son développement, la franc-maçonnerie ne connait pas de difficulté majeure avec les églises en général. Sa naissance dans des pays ou la culture biblique et l'appartenance religieuse sont constitutives de large pan de la société et de l'identité nationale, les éléments religieux  se retrouvent naturellement dans le corpus symbolique des rituels maçonniques, comme dans les premières codifications réglementaires des usages de la franc-maçonnerie. Les textes premiers dits des Anciens devoirs, précurseurs des textes fondateurs de la franc-maçonnerie qui vont former le corpus symbolique et initiatique des ordres maçonniques, intègrent dans leurs fondements les principes religieux de la croyance en Dieu que l'on retrouve consignés dans les premières constitutions d'Anderson.

## Textes premiers
Les premiers textes de la maçonnerie opérative que sont les Anciens devoirs, dont les manuscrits Régius et Cooke restent les plus anciens, datés des XIVe et XVe siècles ne se contentent pas de gérer la vie active des loges opératives, mais s'occupent également de préoccupations religieuses. Ces manuscrits invitent fréquemment au respect des devoirs d'un maçon qui passent par la fidélité à « Dieu et à la Sainte Église, de fuir l'hérésie et l'erreur », les serments se prêtent sur l'Évangile et la prière présente dans le Regius est sans équivoque sur la fraternité de culte que partagent également les maçons opératifs : 

« Prions maintenant le Dieu tout-puissant et sa mère, la douce Vierge Marie, qu’ils nous aident à observer ces articles de foi et ces points dans toutes les circonstances, comme autrefois les quatre saints martyrs, qui sont l’ornement de la communauté. »

.

## Historique

### 1errelation en Écosse
Les origines de la franc-maçonnerie se situent en Écosse au cours du XVIIe siècle, à une époque qui se caractérise par la création de sociétés secrètes en quête de sagesse antique perdue et de lumière spirituelle, mouvement dans lequel les premières loges maçonniques s'inscrivent. Elles ont la double fonction d'organiser le travail de maçons opératifs et de pratiquer également des activités rituelles au travers d'un rite dit du Mot de Maçon qui sert à l'intégration des membres.
Ces premières loges naissent à l’époque de la Réforme et de là contre-reforme, époque empreinte de guerres de religions et d'intolérance virulente. La franc-maçonnerie apparaît donc dans un pays et un environnement doté d'une Église réformée strictement calviniste, qui combat avec force toutes pratiques étrangères et réprime toutes attitudes portant des relents de papisme. Au nom de cet anti-catholicisme, de nombreuses « rites  et superstitions » sont éradiquées des pratiques populaires. 
C'est dans ce contexte que les premières loges s'organisent. Bien que leurs activités semblent relever précisément des interdits de l'Église réformée, dans les premières décennies de l'existence de ces loges, la documentation connue ne démontre aucun signe d'hostilité envers les membres de ces confréries. Ce fait est d'autant plus remarquable que William Schaw maître d'œuvre du roi Jacques VI est soupçonné d'avoir des sympathies pour le catholicisme. Sans que la documentation ne le démontre clairement, l'Église d'Écosse (presbytérienne) accepte l'existence de ces pratiques dans la mesure où leurs activités ne sont pas et ne se prétendent pas religieuses, n'atteignant pas de la sorte à son monopole.
Bannissant ainsi la religion des loges écossaises, elle accepte l'existence de cette nouvelle institution et propulse de fait et involontairement l'essor de la tolérance religieuse au sein des pratiques maçonniques qui ne sont pas porteuses d'essence religieuse.
Une rare documentation évoque la question que pose l'assemblée générale de l'Église d'Écosse en 1649, qui débat du « Mot des Maçons » soulevant la question de l'autorisation des serments maçonniques. Aucune décision n'est prise, mais l'inquiétude demeure et les candidats au ministère du culte voient leurs qualifications étudiées de près. Le fait d'avoir été initié au « Mot de maçon » soulève parfois des controverses. Toutefois, un rendu du consistoire de Kelso affirme que le « Mot de maçon » n'est pas contraire au droit canon. L’appartenance de pasteurs aux loges maçonniques reste assez marginale, les minutes des loges ne font état que de deux ou trois ministres du culte dans leurs rangs. Les loges se réunissent parfois dans des églises. Les seconds Statuts Schaw font d'ailleurs état de l'église de Kilwinning qui reçoit la loge éponyme,. Au XVIIe siècle, la coexistence entre les premières loges et l'Église d'Écosse, s'établit sans conflit, mais reste un sujet d'inquiétude pour quelques ecclésiastiques. À de rares exceptions près les membres du clergé ne sont pas initiés au sein des loges maçonniques de l'époque.
Au cours du XVIIIe siècle, la documentation connue ne montre pas de trace de plus d'hostilité de la part de l'Église d'Écosse. Les églises sécessionnistes presbytériennes qui apparaissent entre 1730 et 1740, plus fondamentalistes, vont se montrer plus agressives envers la franc-maçonnerie. Cependant, seules quelques affaires sans grand écho autour du serment maçonnique sont portées sur la place publique. Il n'apparaît pas non plus dans la documentation de lien entre la franc-maçonnerie écossaise et le déisme ou la libre-pensée. Ce sont là des caractéristiques plus tardives et particulières à quelques pays d'Europe. En 1758, la Grande Loge d'Écosse nomme un Grand Chapelain pasteur de l'Église, choisissant dans ses rangs un dignitaire ecclésiastique et reconnaissant ainsi à L'Église du pays un statut officiel. Les prémices de la franc-maçonnerie qui se constitue alors en Écosse sont conservateurs sur le plan religieux.

### Angleterre,«Dieu et la religion»
En Angleterre, la constitution de la première Grande Loge en 1717, s'accompagne de la diffusion en 1723 des Constitutions d'Anderson, premières du genre qui codifient des règles et obligations maçonniques. Son article premier « Dieu et la religion » est perçu par les historiens de deux façons différentes. Comme une déchristianisation des Anciens devoirs ou au contraire comme une affirmation des obligations chrétiennes, cependant « empreinte d'imprécision ». Les rapports de la franc-maçonnerie obédientielle naissante et de l'Église d'État évoluent de manière importante au fil du temps et voient les Grandes loges britanniques au cours du XVIIIe siècle devenir des ordres adepte de la religion d'État et parfois même méfiantes envers les dissidences religieuses.
La Grande Loge d'Angleterre, à l'image de la Grande Loge d'Écosse en 1758 et peu avant l'achat du Freemasons' Hall en 1775, se dote également d'un Grand Chapelain, le révérend Samuel Dodd. En 1760, l'auteur Williamn Hutchinson essaye, dans son ouvrage approuvé par la Grande Loge Illustrations of Masonry, de démontrer les origines chrétiennes de la franc-maçonnerie. L'auteur y donne une explication rassurante pour les autorités religieuses et y divulgue le grade de maître dont la symbolique évoque, selon lui, la résurrection du Christ et la Sainte Trinité.

## Catholicisme et franc-maçonnerie
L'Église catholique et franc-maçonnerie entretiennent depuis la constitution des premières obédiences maçonniques des relations diverses selon les pays et les époques, jalonnées par plusieurs condamnations du Vatican.
Depuis la bulle pontificale In eminenti apostolatus specula de 1738, le Saint-Siège affirme qu'il est incompatible d'appartenir à l'Église catholique et d'être franc-maçon. Cependant, la documentation historique démontre que malgré ces interdictions qui ne furent pas toujours appliquées dans tous les pays, de nombreux catholiques ont appartenu à la franc-maçonnerie. 
En Europe et en France, la différence d'application des interdictions successives a permis à de nombreux ecclésiastiques d'être membres de loges maçonniques parfois prestigieuses jusqu'à la Révolution française. La théorie selon laquelle un complot maçonnique aurait été responsable des révolutions libérales du XVIIIe siècle va ensuite accentuer les conflits, en France et en Belgique notamment, avec l’apparition d'un antimaçonnisme clérical virulent auquel s'oppose rapidement un anticléricalisme maçonnique intransigeant.